# كازويوشي ناكانيشي
كازويوشي ناكانيشي هو سياسي ياباني، ولد في 19 أبريل 1964 في أوتا في اليابان. نشط حزبياً في الحزب الليبرالي الديمقراطي الياباني. وقد انتخب عضو مجلس النواب الياباني ‏.